# 金大建
金大建（김대건；1821年8月21日—1846年9月16日），聖名安德肋（Andreas），是朝鮮半島天主教首位司铎（神父），亦是第一位殉道的神父（之前的都只是平信徒或外國傳教士）。他於1925年獲封為真福品，1984年5月6日榮登聖品。

## 生平
金大建出生於朝鮮王朝末年的一個位於忠清南道的天主教家庭。他的高曾祖父本身是兩班後人，曾因為辛酉邪獄而被害。1836年，15歲的金大建領洗，並與崔良業等一行人前往澳門修讀神學。1845年8月17日，他在上海浦东金家巷聖母無染原罪堂獲祝聖晉鐸成為神父，並返回朝鮮傳教。他在1846年9月16日的丙午迫害中被斬首殉道，當時年僅25歲。
1925年7月25日，金大建被庇護十一世封為真福品。1984年5月6日，金大建與其他102名韓國殉道聖人一起，被若望·保祿二世列為聖品，9月20日被確定為聖金大建及同伴紀念日(Ss. Andrew Kim Taegon and Companions)。他是韓國神職人員的主保。
首爾河濱幹道——江邊北路的漢江大橋－楊花大橋路段曾於1984年3月21日命名為大建路（대건로），以紀念金大建。

## 影視

### 電影
| 片名     | 演員   | 備註 |
| 《誕生》 | 尹施允 |      |